# Sturdy (U-Boot)
HMS Sturdy (Kennung: P248) war ein U-Boot der britischen Royal Navy im Zweiten Weltkrieg und danach.

## Geschichte
Die Sturdy (engl.: standhaft oder stabil) war ein Boot des vierten Bauloses der britischen S-Klasse. Dieses Baulos wird auch als Subtle-Klasse bezeichnet. Das U-Boot wurde am 22. Dezember 1942 bei Cammell, Laird & Company im nordwestenglischen Birkenhead aufgelegt, lief am 30. September 1943 vom Stapel und wurde von der Royal Navy am 29. Dezember 1943 in Dienst gestellt. Obwohl das U-Boot zum vierten Baulos zählte, trug es, wie bei den Booten des dritten Bauloses üblich, ein zusätzliches externes Hecktorpedorohr.
Die Royal Navy setzte das U-Boot unter dem Kommando von Lt. W. St. G. Anderson im Pazifikkrieg ein.
Am 29. Juni 1944 wurde vor der Westküste Siams ein japanisches Segelschiff geentert und mit Sprengladungen zerstört. Am 4. Juli 1944 versenkte die Sturdy im selben Seegebiet mit dem Deckgeschütz einen japanischen Schlepper und drei Leichter. Am 6. und 7. Juli 1944 folgten jeweils zwei japanische Segelschiffe, die ebenfalls vor Siam mit Bordartillerie oder Sprengladungen versenkt wurden.
Vor der Küste Birmas versenkte das britische U-Boot am 14. August 1944 zwei japanische Segelschiffe und am 27. August 1944 ein japanisches Fischereifahrzeug mit der Bordkanone.
Am 8. Oktober 1944 versenkte die Sturdy im Golf von Boni vor Celebes (Niederländisch-Indien) ein japanisches Küstenmotorschiff. Am folgenden Tag wurde vor derselben indonesischen Insel, die heute Sulawesi heißt, eine kleine japanische Einheit vernichtet. Am 13. Oktober versenkte die Sturdy vor Celebes bei 4° 34′ 0″ S, 121° 27′ 0″ O die japanischen Schiffe Kosei Maru (99 BRT) und Hansei Maru (ca. 150 BRT). Am Folgetag wurde der japanische Aviso Nr. 128 (230 BRT) vor Celebes mit dem Deckgeschütz versenkt. Einen weiteren Tag später folgten drei japanische Segelschiffe.
Am 25. und 26. November 1944 versenkte die Sturdy südöstlich von Borneo drei japanische Segelschiffe. Drei Tage später versenkte sie in der Javasee bei 6° 20′ 0″ S, 112° 40′ 0″ O zwei japanische Fischfangfahrzeuge mit Bordartillerie. Die Sturdy versenkte am 1. Dezember 1944 in der Straße von Makassar ein japanisches Schiff mit Bordartillerie. Am folgenden Tag wurde bei 4° 5′ 0″ S, 119° 32′ 0″ O der japanische Aviso Nr. 142 (200 BRT) mit dem Deckgeschütz versenkt. Am 5. Dezember folgt im selben Seegebiet ein japanisches Segelschiff. Am 5. März 1945 versenkte das U-Boot in der östlichen Javasee zwei kleine japanische Landungsboote.
Die Sturdy wurde am 9. Juli 1955 bei einer Explosion beschädigt. Sie wurde im Juli 1957 als Schrott verkauft und im Mai 1958 in Tyne abgewrackt.